# ولایت خودمختار هاایشی مغول و تبتی
ولایت خودمختار هاایشی مغول و تبتی (به انگلیسی: Haixi Mongol and Tibetan Autonomous Prefecture) یک ولایت خودمختار در چین است که در چینگهای واقع شده‌است. ولایت خودمختار هاایشی مغول و تبتی ۳۲۵٬۷۸۵ کیلومتر مربع مساحت و ۴۸۹٬۳۳۸ نفر جمعیت دارد.